# سرجیو وارگاس (بازیکن فوتبال)
سرجیو وارگاس (انگلیسی: Sergio Vargas؛ زادهٔ ۱۷ اوت ۱۹۶۵) بازیکن فوتبال اهل آرژانتین است.
از باشگاه‌هایی که در آن بازی کرده‌است می‌توان به باشگاه اتلتیکو ایندپندینته، باشگاه فوتبال پی‌اس‌ام ماکاسار، و باشگاه فوتبال اونیورسیداد شیلی اشاره کرد.
وی همچنین در تیم ملی فوتبال شیلی بازی کرده‌است.